# Чейси Лэйн
Чейси Лэйн (англ. Chasey Lain, урождённая Тиффани Энн Джонс, англ. Tiffany Anne Jones; род. 7 декабря 1971, Ньюпорт, Северная Каролина, США) — американская порноактриса. Приобрела популярность благодаря съёмкам во многих эротических и порнографических фильмах, в которых играла главные роли.

## Ранняя жизнь
Тиффани Джонс родилась в небольшом городке Ньюпорт, на востоке Северной Каролины, в семье риелторов. С детства она мечтала сниматься в кино. Закончив школу, Джонс познакомилась с военным, которого вскоре отправили на учения на мыс Канаверал. Она поехала вместе с ним и обосновалась в г. Коко-Бич, во Флориде. Там Джонс начала карьеру стриптизёрши.

## Порно-карьера
Первая роль в фильме «для взрослых» была сыграна Лэйн в 1991 году. Этот фильм назывался «Дикие сердцем» (англ. Wild at Heart). В 1993 году Чейси сыграла свою первую роль в жёстком порно. Фильм The Original Wicked Woman был создан Wicked Pictures, одной из крупнейших порно-киностудий в США.
В 1994 году она заключила контракт с известной студией Vivid Entertainment. После съёмок в фильмах Chasey Loves Rocco и Chasey Saves the World к ней приходит значительный успех. В 1995 году произвела увеличение груди, с натурального 3-го размера до 4-го.
Дальнейшим развитием карьеры является главная роль в лесбийском мини-сериале Chasin' Pink series. В 2002 году она снимается в последнем фильме Chasin' Pink 6 и решает прекратить работу в порнобизнесе, взяв творческий перерыв.
После двух лет перерыва в работе она снимается в фильме Chasey’s Back. В 2005 году она появляется в фильме «Чёрное в белом» (англ.  Black in White 2), где впервые в карьере снимается в сцене межрасового секса с известным порноактёром, носящим псевдоним «Господин Маркус» (англ. Mr. Marcus).
В начале 2007 года Чейси запустила новую линию фильмов «Запрещённое кино» (англ. Forbidden Cinema).
Американская рок-группа The Bloodhound Gang посвятила ей песню — The Ballad of Chasey Lain, альбом Hooray for Boobies.

## Семья
В 1998 году у Чейси родился сын, которого она назвала Томас.

## Фильмография (выборочная)
- Totally Nude Gymnastics (1994)
- Cum to Me (1995)
- Байки из склепа: Демон ночи (1995)
- Girls Loving Girls (1996)
- View Point (1996)
- Капитан Оргазмо (Orgazmo) (1997)
- Его игра (He Got Game) (1998)
- Deep Inside Chasey Lain (2002)
- Самайн (Evil Breed: The Legend of Samhain) (2003)
- Lust Connection (ТВ) (2005)
- All-Girl Pussy Parade 2 (2006)
- Lez B Friends (2006)
- X-Rated MILFS (2006)

## Премии и номинации
- 1995 Hot d'Or Best American new Starlet[6]
- 2003 AVN Awards — «Hall of Fame»[7]